# Hanaa Dahy
Hanaa Dahy (geboren 1980 in Kairo) ist eine ägyptische Architektin und Wissenschaftlerin auf dem Gebiet biobasierter Materialien. Sie besitzt internationale Patente und gewann u. a. den Materialica Award for Design+Technology und den Material Award des Design Center Baden-Württemberg.

## Leben

### Familie und Ausbildung
Dahys Mutter war Architektin und Professorin für Architektur in Kairo. Als einziges von fünf Geschwistern studierte auch Dahy von 2003 bis 2006 „Architectural Engineering“ an der Ain-Shams-Universität in Kairo und schloss dort den Master mit Auszeichnung ab. Studienbegleitend gründete sie 2003 ihr eigenes Architekturbüro in Kairo und arbeitete dort bis 2009. Sie erhielt 2009 von der ägyptischen Regierung ein Promotions-Stipendium für die Fakultät Architektur und Stadtplanung an der Universität Stuttgart und promovierte dort 2014. 2015/16 war Dahy Postdoktorandin am Institut für Tragkonstruktionen und Konstruktives Entwerfen (ITKE) der Fakultät Architektur und Stadtplanung.

### Hochschullehrerin und Wissenschaftlerin
Als neu berufene Juniorprofessorin am ITKE gründete Dahy 2016 die Abteilung „Biobasierte Materialien und Stoffkreisläufe in der Architektur“ (BioMat). Dort werden unter ihrer Leitung Methoden zur gestalterischen Integration von Stoffkreisläufen in die Architektur, die Entwicklung von biobasierten Materialien und nachhaltigen Gebäudesystemen für die digitale Fertigung entwickelt. Dabei werden die Themen Design, nachhaltige Materialentwicklung, Bionik, räumliche Umsetzung und intelligente Systeme in der Architektur miteinander kombiniert.
Dahy wurde 2016/17 im Rahmen einer Excellence in der Lehre mit dem Senior-Fellowship der Baden-Württemberg Stiftung gefördert, bei dem Architekturstudierende eigene Materialien entwickeln konnten.
Dahy besitzt eine Reihe von Patenten: Seit 2016 hält sie zusammen mit Jan Knippers das Patent Flexible High-Density Fiberboard and Method for Manufacturing the Same (Patent: WO/2016/005026, Deutschland). Außerdem besitzt sie seit 2018 Patente, die international, in China, in Europa und den USA registriert sind.
Seit 2020 ist Dahy Associate Professor für nachhaltiges Design und integrierte Technologie an der Universität Aalborg in Kopenhagen.
Hanaa Dahy ist Principal Investigator des Cluster of Excellence Integrative Computational Design and Construction for Architecture (IntCDC) an der Universität Stuttgart.

### Unternehmerin
Unter dem Dach der Technologie-Transfer-Initiative GmbH (TTI) gründete Dahy das Transfer-und-Gründer-Unternehmen (TGU) BioMat GmbH auf dem Campus der Universität Stuttgart, dessen Geschäftsführerin sie ist. Sie ist außerdem Geschäftsführerin von BioMat@Copenhagen, das sie 2022 an der Universität Aalborg gründete.

### Auszeichnungen und Mitgliedschaften
2015 gewann Dahy in München den Materialica Award for Design+Technology und 2016 den Material Award des Design Center Baden-Württemberg.
Im Januar 2023 erhielt sie die Auszeichnung für Lehre Michael Owen Jones Distinguished Lectureship an der School of Architecture der University of Virginia in den Vereinigten Staaten.
2023 nahm Dahy beim Begleitprogramm der Architekturbiennale Venedig unter dem Titel „Time Space Existence“ mit einer Ausstellung ihrer Projekte teil. Dies wurde vom European Cultural Center (ECC) organisiert.
Sie ist Mitglied in einigen europäischen und internationalen wissenschaftlichen Fachverbänden.

### Privates
Dahy lebt seit 2009 mit Familie und zwei Kindern in Stuttgart.

## Werke (Auswahl)
Unter Leitung von Dahy entstanden folgende Bauwerke:
- 2016: BioMat Pavillon (temporär), Stuttgart[11]
- 2021: BioMat Pavillon (temporär), Campus der Universität Stuttgart[12][13]
- 2025: Smart Circular Bridge, Ulm[14][15]

## Veröffentlichungen

### Monografien
- Agro-fibres biocomposites' applications and design potentials in contemporary architecture. Case study: rice straw biocomposites. Dissertation. ITKE, Stuttgart 2015, ISBN 978-3-922302-37-7 (englisch).

### Artikel (Auswahl)
- Mit Rafael Horn, Johannes Gantner, Olga Speck, Philip Leistner: Bio-inspired sustainability assessment for building product development - concept and case study. In: Sustainability. Band 10, Nr. 1. Universität, 2018, ISSN 2071-1050, doi:10.3390/su10010130 (englisch).
- Mit Piotr Baszynski, Arne Schirp, Mathias Stange, Alexander Glück: Extrudierte und Co-extrudierte Profile aus pflanzenrestsoffverstärkten Biokunststoffen für Fennster und weitere architektonische Anwendungen. Schlussbericht des gleichnamigen Forschungsprojektes vom 1. Oktober 2017 bis 31. März 2020. Fachagentur Nachwachsende Rohstoffe (FNR), 29. Oktober 2020, S. 210 (fnr.de [PDF]).
- Mit Timo Sippach, Kai Uhlig, Benjamin Grisin, Stefan Carosella, Peter Middendorf: Structural optimization through biomimetic-inspired material-specific application of plant-based natural fiber-reinforced polymer composites (Nfrp) for future sustainable lightweight architecture. In: Polymers. Band 12, Nr. 12, 2020, doi:10.34657/6771.
- Mit Raphael Neuhaus, Nima Zahiri, Jan Petrs, Yasaman Tahouni, Jörg Siegert, Ivica Kolaric, Thomas Bauernhansl: Integrating ionic electroactive polymer actuators and sensors into adaptive building skins. Potentials and limitations. In: Frontiers in built environment. Band 6, Nr. 95, 2020, doi:10.18419/opus-10970 (englisch).
- Potenziale neuer Technologien und Baustoffe. In: Atlas Tragwerke. Strukturprinzipien – Spannweiten – Inspirationen. Detail, 2021, ISBN 978-3-95553-525-4, S. 142–149.
- Mit August Lehrecke, Cody Tucker, Xiliu Yang, Piotr Baszynski: Tailored lace. Moldless fabrication of 3D bio-composite structures through an integrative design and fabrication process. In: Applied sciences. Band 11, Nr. 10989, 2021, doi:10.18419/opus-13403 (englisch).
- Mit Lazaara Ilieva, Isabella Ursano, Lamiita Traista, Birgitte Hoffmann: Biomimicry as a sustainable design methodology : introducing the ‘Biomimicry for Sustainability’ framework. In: Biomimetics. Band 7, Nr. 37, 2022, doi:10.18419/opus-14906 (englisch).
- Mit Mai Thi Nguyen, Daniela Solueva, Evgenia Spyridonos: Mycomerge. Fabrication of mycelium-based natural fiber reinforced composites on a rattan framework. In: Biomimetics. Band 7, Nr. 42, 2022, doi:10.18419/opus-14891 (englisch).
- Mit Alexandra Pittiglio, Ailey Simpson, Vanessa Costalonga Martins: Fibrx rocking chair. Design and application of tailored timber as an embedded frame for natural fibre-reinforced polymer (NFRP) coreless winding. In: Polymers. Band 15, Nr. 495, 2023, doi:10.18419/opus-13914 (englisch).
- Mit Omar Abdelhady, Evgenia Spyridonos: Bio-modules. Mycelium-based composites forming a modular interlocking system through a computational design towards sustainable architecture. In: Designs 7. Band 7, Nr. 20, 2023, doi:10.18419/opus-12804 (englisch).
- Mit Markus Renner, Evgenia Spyridonos: Tensegrity FlaxSeat. Exploring the application of unidirectional natural fiber biocomposite profiles in a tensegrity configuration as a concept for architectural applications. In: Buildings. Band 14, Nr. 2490, 2024, doi:10.18419/opus-14933 (englisch).
- Mit Evgenia Spyridonos: Application of natural fibre pultruded profiles in diverse lightweight structures and architectural scenarios. In: Architecture, structures and construction (Bd. 5, 11.11.2024, Nr. 1, date:6.2025: 1-17). Band 5, Nr. 1, November 2024, S. 1–17, doi:10.1007/s44150-024-00118-y (englisch).
- Biomaterialien und Automation. In: Vom Bauen mit erneuerbaren Materialien. Die Natur als Rohstofflager. Fraunhofer IRB Verlag, 2024, ISBN 978-3-7388-0906-0, S. 164–176.